# Search and Destroy (песня 30 Seconds to Mars)
«Search and Destroy» — четвёртый сингл рок-группы 30 Seconds to Mars с третьего студийного альбома This Is War. Композиция написана ведущим вокалистом группы Джаредом Лето и была выпущена синглом на радио Великобритании в сентябре 2010 года, а цифровой сингл был выпущен 25 октября 2010 года. Трек был спродюсирован Flood и 30 Seconds to Mars и изначально не планировался для альбома, потому что композиция слишком трудна для микширования.
Сингл был выпущен только в Великобритании.

## Фоновая музыка и запись
В песню внесен весомый вклад от поклонников группы, в том числе хоровое пение, созданное из слоёв других записей группы.

## Список композиций
Все композиции написаны Джаредом Лето.
UK promo CD
1. «Search and Destroy» (радио-версия)

## Персонал
Credits adapted from This Is War liner notes.
- исполняется — 30 Seconds to Mars
- автор текстов — Джаред Лето
- издание — Apocraphex Music (ASCAP)/Universal Music - Z Tunes, LLC (ASCAP)
- музыкальный продюсер — Flood, Steve Lillywhite, 30 Seconds to Mars
- звукозапись — Ryan Williams, Matt Radosevich в The International Centre for the Advancement of the Arts and Sciences of Sound, Los Angeles, CA
- звукорежиссёры — Tom Biller, Rob Kirwan, Jamie Schefman, Sonny Diperri
- сведение — Ryan Williams в Pulse Recording Studios,Л ос-Анджелес
- струнный оркестр и запись — Майкл Эйнзингер в Гарвардском университете, Кембридж (Массачусетс)
- мастеринг — Стивен Маркуссен в Marcussen Mastering, Голливуд, Лос-Анджелес

## Чарты
| Чарт (2010)       | Наивысшая позиция |
| ----------------- | ----------------- |
| UK Download Chart | 100+              |
| UK Singles Chart  | 100+              |